# Chironomus validus
Chironomus validus är en tvåvingeart som först beskrevs av Jean-Jacques Kieffer 1912.  Chironomus validus ingår i släktet Chironomus och familjen fjädermyggor. Inga underarter finns listade i Catalogue of Life.